# Karina Frimodt
Karina Frimodt (født 12. september 1978) er en dansk professionel danser.

## Karriere
Karina Frimodt har danset siden hun var 4 år gammel og har undervist i dans siden hun var 15 år. Udover Vild med dans, har hun deltaget i flere tv-programmer bl.a. De fede trin og Stjerner på vippen. Hun var medvirkende i Jul på Kronborg, og Cirkusrevyen 2000 og 2002. I 2015 og 2016 var hun med i Musicalen Dirty Dancing.

### Vild med Dans
- 2010 - sæson 7 - partner: journalist Kurt Thyboe
- 2011 - sæson 8 - partner: musiker Ole Kibsgaard
- 2012 - sæson 9 - partner: musiker Rasmus Nøhr
- 2013 - sæson 10 - partner: komiker Uffe Holm
- 2015 - sæson 12 - partner: tidligere fodboldspiller John "Faxe" Jensen
- 2016 - sæson 13 - partner: instruktør Søren Fauli.[5]
- 2017 - sæson 14 - partner: håndboldspiller Daniel Svensson.[6]
- 2018 - sæson 15 - partner: tidligere cykelrytter Rolf Sørensen.[7]
- 2019 - sæson 16 - partner: skuespiller Christopher Læssø.[8][9] Parret endte på en tredjeplads.[10]
- 2020 - sæson 17 - partner: skuespiller Janus Nabil Bakrawi.[11]
- 2022 - sæson 19 - partner: radiovært Nicholas Kawamura.[12]
- 2023 - sæson 20 - partner: tidligere fodboldspiller Kasper Fisker.[13] Parret vandt sæsonen.[14]